# Norðtoftir
Norðtoftir (dánul: Nordtofte) település Feröer Borðoy nevű szigetén. Közigazgatásilag Hvannasund községhez tartozik.

## Földrajz
A falu a sziget északkeleti partján fekszik.

## Történelem
Első írásos említése 1584-ből származik.

## Népesség

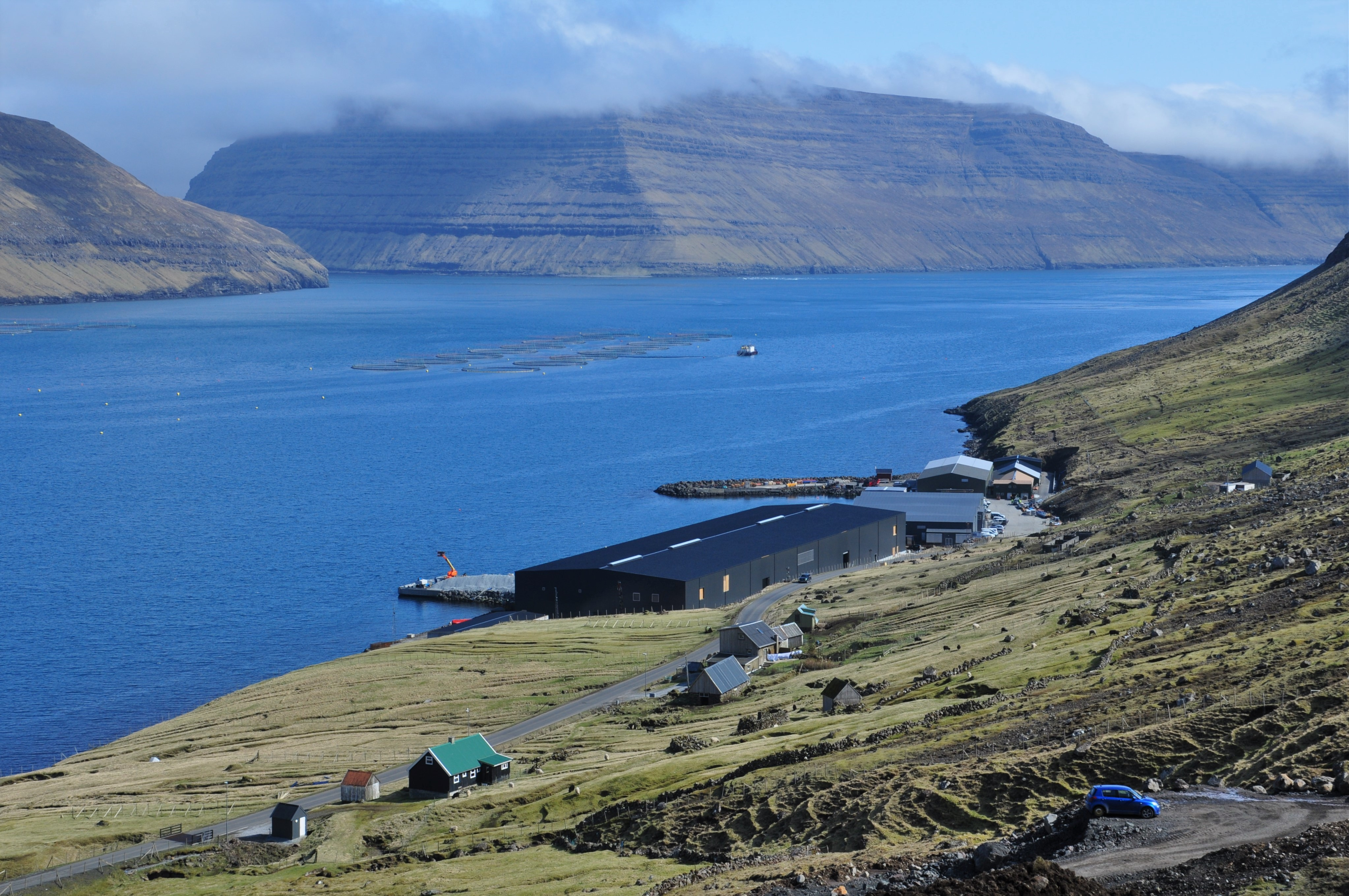
Norðtoftir 2022-ben. A Bakkafrost nagy lazacfarmjának 2020-as érkezése Feröer halászati ágazatának növekedését mutatja.

| 2021 | 2 |

| Év          | Lakosság |
| ----------- | -------- |
| 1986.01.01. | 11       |
| 1991.01.01. | 9        |
| 1996.01.01. | 8        |
| 2001.01.01. | 9        |
| 2006.01.01. | 6        |

## Közlekedés
Norðtoftir a Klaksvík és Norðdepil közötti út mentén fekszik, a Hvannasundstunnilin alagút keleti kijáratánál. A települést érinti a Klaksvík és Viðareiði közötti 500-as buszjárat.